# バス海峡
バス海峡 (Bass Strait) はオーストラリアとタスマニア島との間の海峡。1798年、マシュー・フリンダースにより発見された。フリンダースは彼の船の船医ジョージ・バスにちなんで名付けた。幅は最狭部で約240 km、50 mの深長で、最終氷期にはほとんど水はなかった。
海峡の中にはキング島やフリンダース島など多くの島がある。他のタスマニア近海と同様、また浅い深長のために、海は非常に荒れており、19世紀には多くの船が遭難した。1859年にウィルソン岬灯台が完成した。

## 島
バス海峡には50以上の島がある。 主な島は:
- 西部:
  - キング島
  - スリーハモック島
  - ハンター島
  - ロビンズ島
- 南東部:
  - ファーノー諸島
    - フリンダース島
    - ケープバレン島
    - クラーク島

- 北東部:
  - ケント諸島
    - ディール島

  - ホーガン島
  - カーティス島

## 自然資源
多数のガス田がバス海峡にはある。1960年代に発見された、東部のガス田は ギプスランドの沿岸から50km程にある。ガスはパイプラインでアルトナと ジーロングの精製所に送られ、またニュー・サウス・ウェールズ州へタンカーで運ばれる。西部は1990年代にポート・キャンベル沖10kmのところに発見された。2005年に開発が始まる予定である。
座標: 南緯39度20分00秒 東経145度30分00秒 / 南緯39.33333度 東経145.50000度